# Pillsburiaster calvus
Pillsburiaster calvus is een zeester uit de familie Goniasteridae.
De wetenschappelijke naam van de soort werd in 2011 gepubliceerd door Christopher Mah.